# Referendum o nezávislosti Černé Hory

Vlajka Černé Hory

Vlajka Srbska a Černé Hory

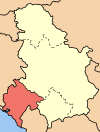
Mapa společného státu s vyznačeným územím Černé Hory

Referendum o nezávislosti Černé Hory proběhlo 21. května 2006. Cílem tohoto plebiscitu bylo rozhodnout, zda má Republika Černá Hora vystoupit z federace Srbsko a Černá Hora a získat plnou nezávislost dle mezinárodního práva.
Voliči odpovídali na otázku:
Желите ли да Република Црна Гора буде независна држава са пуним међународно-правним субјективитетом?
Želite li da Republika Crna Gora bude nezavisna država sa punim međunarodno-pravnim subjektivitetom?
Přejete si, aby byla Republika Černá Hora nezávislým státem s plnou mezinárodněprávní subjektivitou?
Hlasování se zúčastnilo 86,3 % oprávněných voličů, z nich 55,5 % na položenou otázku odpovědělo ANO, čímž byla o půl procenta překročena hranice stanovená Evropskou unií (55 %).
Výsledek plebiscitu znamená konečný zánik posledního pozůstatku bývalé Jugoslávie, ostatní státy získaly nezávislost již v letech 1991 a 1992. Černohorský premiér Milo Đukanović stanovil za hlavní cíl nově vzniklého státu vstup do Evropské unie.

## Mezinárodní reakce
Chorvatský prezident Stipe Mesić po zveřejnění výsledků 22. května telegraficky gratuloval Černé Hoře k volbě nezávislosti. Mesić byl první představitel jiného státu, který na výsledek oficiálně reagoval. Vysoký představitel Evropské unie pro zahraniční politiku Javier Solana blahopřál k „úspěšnému referendu“ a uvedl, že volební účast přes 86 % „potvrzuje legitimitu tohoto procesu“. Evropská unie bude – podle jeho slov – „zcela respektovat“ konečné výsledky referenda. Srbský prezident Boris Tadić přijal výsledek referenda ve prospěch nezávislosti, zatímco srbský premiér Vojislav Koštunica vyčkával do konce týdne na potvrzení druhého přepočtu hlasů.

## Legislativní předpoklady
Podmínky pro zánik unie jsou stanoveny článkem 60 Ústavní listiny Srbska a Černé Hory.
Článek 60

Po uplynutí tříleté lhůty získávají členské státy právo podniknout kroky vedoucí ke změně státního statusu nebo k vystoupení ze Státního společenství Srbsko a Černá Hora.
 Rozhodnutí o vystoupení ze Státního společenství Srbsko a Černá Hora může být učiněno pouze na základě referenda.
 Zákon o referendu vytváří členský stát s ohledem na mezinárodně uznávané demokratické standardy.
 Pokud by Černá Hora vystoupila ze Státního společenství Srbsko a Černá Hora, veškeré mezinárodní usnesení vztahující se na Svazovou republiku Jugoslávie, zejména pak Rezoluce Rady bezpečnosti Organizace spojených národů číslo 1244, budou aplikovány pouze na Srbsko jakožto nástupnický stát.
 Členský stát, který využije tohoto práva, nezískává nárok na mezinárodní identitu a všechny sporné otázky budou řešeny odděleně mezi nástupnickým státem a nově vzniklým nezávislým státem.
 Pokud některý stát změní svůj státní status nebo získá nezávislost na základě referenda, všechny sporné otázky budou řešeny v následném vyjednávacím procesu, tak jak to bylo v případě Socialistické federativní republiky Jugoslávie.

Tato ústavní listina vstoupila v platnost 4. února 2003, takže ono tříleté období, po kterém je možno vyhlásit nezávislost vypršelo v únoru 2006. Vyhlášení nezávislosti musí být předcházeno referendem, příslušný zákon ústava umožňuje členskému státu vytvořit. Nachází se zde také ustanovení, které uvádí, že stát, který se osamostatnil, ztrácí nároky na politickou a právní kontinuitu federace. Nový stát tedy musí žádat o přijetí do mezinárodních organizací, jako je například OSN a o mezinárodní uznání nezávislosti.

### Přípravy referenda
V souladu s ústavou Republiky Černá Hora nelze změnit státní status bez referenda, přičemž zákon o tomto referendu musí parlamentu navrhnout prezident. Proto černohorský prezident Filip Vujanović tento akt předložil a Skupština jej jednohlasně přijala 2. března 2006.

### Kroky po referendu
Zákon o referendu zavazuje Skupštinu, která referendum vyhlásila, plně respektovat jeho výsledek. Oficiální výsledky musí vyhlásit do 15 dnů a do 60 dnů podle nich konat.
Změna černohorské ústavy, která spočívá ve změně státního statusu, vyžaduje rozpuštění stávající Skupštiny a předložení nové ústavy, což musí být učiněno do 90 dnů od konání referenda. Nová Skupština pak musí tuto novou ústavu ratifikovat dvoutřetinovou kvalifikovanou většinou.
Nově vzniklá republika Srbsko, která je nástupnickým státem federace, a která si zachovává svůj status quo, prohlásila, že bude plně respektovat výsledek volby a nebude se vměšovat do procesu osamostatnění Černé Hory.

## Vyhlášení samostatnosti
Dne 3. června 2006 bylo svoláno mimořádné zasedání Skupštiny, jehož jediným bodem programu bylo přijetí Prohlášení o vzniku Republiky Černá Hora.